# Плита Хуан Фернандес

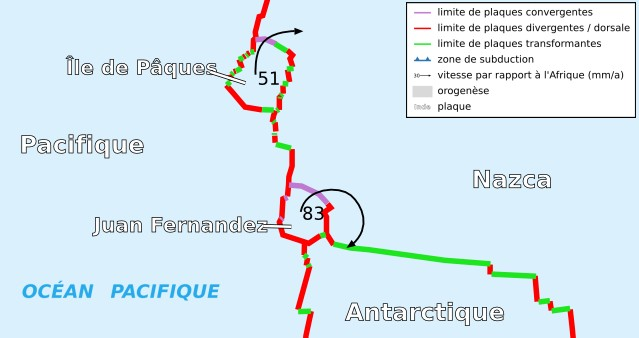
Розташування Плити Хуан Фернандес

Плита Хуан Фернандес — тектонічна мікроплита. Має площу — 0,01585 стерадіан. Зазвичай розглядається у складі плити Наска.
Розташована в східній частині Тихого океану. Архіпелаг Хуана Фернандес, на честь якого названо плиту розташовані далі на схід на плиті Наска.
Розташовано на трійнику між плитами Наска, Антарктичною і Тихоокеанською. Рухається у напрямку за годинниковою стрілкою. 